# Muradif Ćerimagić

Muradif Ćerimagić (1996)

Muradif Ćerimagić (* 26. September 1949 in Trebinje, Jugoslawien, heute Bosnien und Herzegowina) ist ein zeitgenössischer Kunstmaler aus Bosnien und Herzegowina.

## Vita
Muradif Ćerimagić wurde am 26. September 1949 in Trebinje (Bosnien-Herzegowina) geboren. Von 1964 bis 1969 besuchte er die Kunstschule in Sarajevo. 1969 bis 1972 setzte er seine Ausbildung am pädagogischen Institut für Kunstlehrerausbildung fort. 1972 bis 1977 studierte er an der Akademie der Künste Sarajevo Malerei. Er gehörte zur „ersten Generation“ der Akademie. Ćerimagić schloss das Studium mit dem Diplom „Akademischer Kunstmaler“ ab. Seit 1972 ist er Mitglied der Künstlervereinigung in Bosnien und Herzegowina.
In den 1970er und 1980er Jahren verzeichnete Ćerimagić eine rege Ausstellungstätigkeit, die auch ins Ausland reichte. 1992 wurde diese künstlerische Karriere jäh unterbrochen, aufgrund des Krieges in Bosnien und Herzegowina. 
Muradif Cerimagic ist inzwischen im Ruhestand und nicht mehr aktiv tätig.

## Ausstellungen
- 1976 Sarajevo / Tuzla / Belgrad / Brčko - Generation I
- 1980 Skopje - Museum für zeitgenössische Kunst
- 1980 Sarajevo - Kunstgalerie BiH
- 1984 Belgrad - National-Museum
- 1987 Sarajevo - Jugoslawische Dokumenta 87
- 1989 Luxemburg - XV. Antiques & Art Fair
- 1997 Sarajevo - Galerie MAK

## Preise
- 1972 Sarajevo, Malerei
- 1973 Sarajevo, Mai Jugend-Salon
- 1979 Karlovac, Aquarell
- 1973 Tuzla, Jugoslawische Portraits, Zeichnung
- 1981 Sarajevo, Mai Jugend-Salon
- 1982 Sarajevo, Collegium Artisticum
- 2002 Mostar, Biennale BiH, Zeichnungen

## Sammlungen
Arbeiten von Ćerimagić befinden sich in öffentlichen und privaten Sammlungen, zum Beispiel:
- National-Galerie Sarajevo
- Museum für zeitgenössische Kunst Tuzla
- Künstler-Familie van Veen (Herman van Veen), Niederlande / Belgien / Luxemburg
- und andere private Sammler in Bosnien-Herzegowina, Kroatien, Slowenien, Frankreich, USA, Spanien und Deutschland